# Die Tiefseetaucher

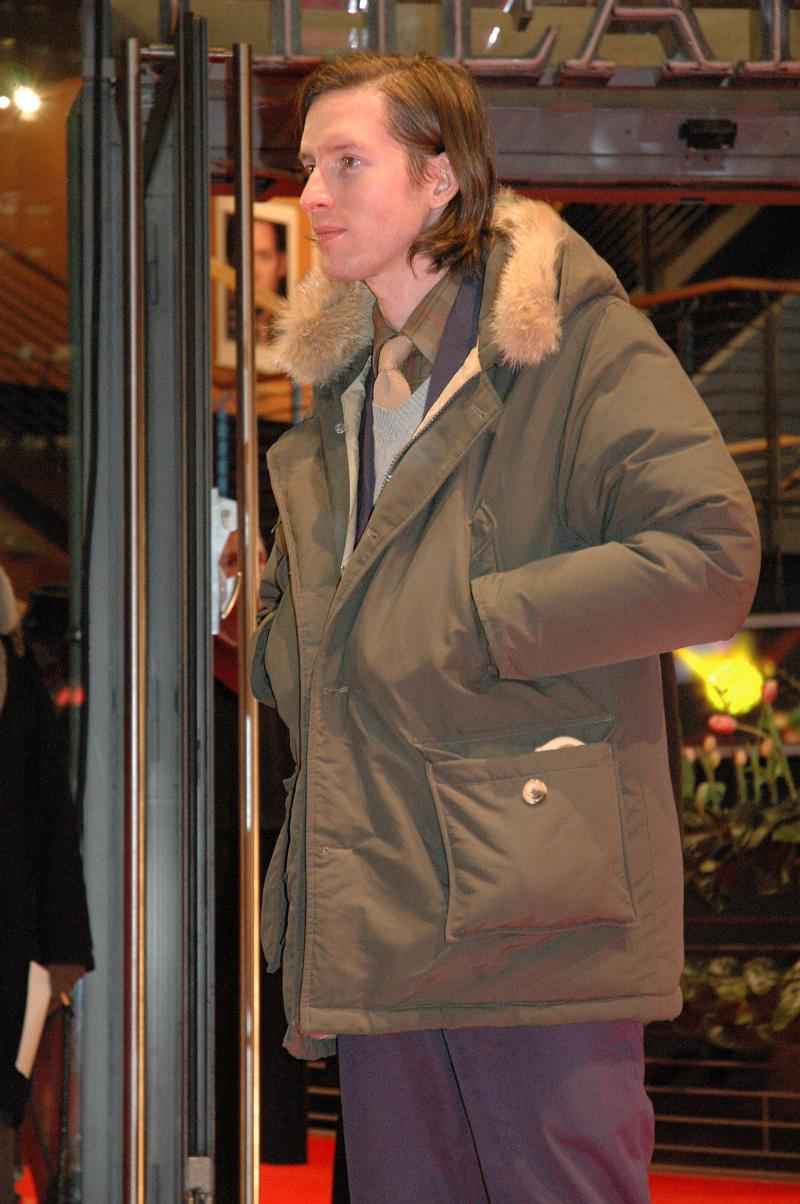
Wes Anderson auf der Berlinale 2005

Die Tiefseetaucher (Originaltitel: The Life Aquatic with Steve Zissou) ist ein US-amerikanischer Spielfilm von Wes Anderson aus dem Jahr 2004 über eine skurrile Expedition eines Meeresforscherteams.
Bill Murray spielt Kapitän Steve Zissou, einen berühmten Ozeanographen und Dokumentarfilmer. Die fiktive Person des Zissou ist bis hin zur roten Mütze dem realen Ozeanforscher und Filmemacher Jacques Cousteau nachempfunden.

## Handlung
Die Karriere des angejahrten Ozeanographen Steve Zissou ist in den letzten Jahren immer mehr bergab gegangen, seine Filme begeistern das Publikum nicht mehr und die Ehe mit seiner sehr sarkastischen Frau Eleanor, seine zweite, hat auch schon bessere Tage gesehen. Ein besonderer Dorn im Fleisch ist der jüngere Konkurrent Alistair Hennessey, der alle Fördergelder einsammelt und zudem der Ex-Mann seiner jetzigen Frau ist. Auch seine letzte Expedition, aus der wie üblich ein Dokumentarfilm gemacht wurde („Der Jaguarhai, Teil 1“), verlief katastrophal, denn sein langjähriger und bester Freund Esteban du Plantier, seine rechte Hand, wurde von einem bislang unbekannten gefleckten Riesenhai gefressen, dem Zissou den Namen Jaguarhai gibt. Auf dem Filmfestival von Loquasto erlebt der Film seine Uraufführung, fällt aber beim Publikum durch, und Konkurrent Hennessey (zudem noch reicher dekoriert als Zissou selbst) erhält den Preis. Zissou gibt bekannt, dass seine nächste Expedition das Ziel haben wird, den Jaguarhai zu finden und mit Dynamit zu töten – aus Rache. Es ist klar, dass Zissou eine schwere persönliche Krise durchlebt.
Zissou und seinen Produzenten Oseary Drakoulias plagen schwere Geldprobleme bei der Ausrüstung seiner Expedition, da er vor neun Jahren seinen letzten Kinohit hatte und alle potentiellen Geldgeber ihn als nicht kreditwürdig ansehen. Auf einer Party an Bord seines Forschungsschiffes Belafonte trifft er zum ersten Mal Ned Plimpton, Pilot bei der Air Kentucky, der sein unehelicher Sohn sein soll. Seine Mutter, mit der Zissou vor 30 Jahren ein Verhältnis hatte, ist kürzlich gestorben. Zissou lädt Ned ein, in sein Team zu kommen, ein rotbemütztes Häuflein (jeder hat eine andere Mütze) exzentrischer Gestalten aller Nationalitäten und Hautfarben, inklusive einer Gruppe unbezahlter Praktikanten – eine Art Familienersatz für Zissou, der selbst keine richtige Familie hat. Als die Finanzierung der Expedition fehlschlägt, springt Ned mit seinem Erbe ein und rückt zu Zissous Co-Star auf, was Eifersüchteleien seitens der Crew, besonders von Seiten Klaus Daimlers, auslöst. Durch Neds Hilfe können auch andere Investoren an Bord genommen werden, allerdings muss Zissou dabei einige Vorgaben hinnehmen: Er darf den Jaguarhai nicht töten, und er muss einen Versicherungsangestellten (stets nur als der „Versicherungsfuzzi“ bezeichnet) namens Bill Ubell an Bord nehmen, der u. a. darauf achtet, dass der Dreh nicht überzogen wird. Zudem kommt noch die attraktive wie schwangere Journalistin Jane Winslett-Richardson an Bord, um die sich zwischen Zissou und Ned Streitigkeiten entspinnen. Eleanor entscheidet sich, nicht an der Reise teilzunehmen, da sie Ärger wittert und nicht an dem teilhaben möchte, was Zissou da draußen erwarten mag.
Die Reise beginnt. Als erstes steuert Zissou das Meereslabor seines Konkurrenten Hennessey an, wo die Crew die dort befindlichen Hightech-Geräte benutzen will, um den Hai, den Zissou bei seiner letzten Begegnung mit einem Ortungspfeil markieren konnte, aufzuspüren. Sie verschaffen sich illegal Zutritt zu der Station und lösen dabei einen Alarm aus, der sie dazu zwingt, sämtliche Geräte und einiges mehr, z. B. eine Espressomaschine, zu entwenden, bevor die Küstenwache eintrifft. Der von Zissou bestimmte Kurs führt allerdings durch ungeschützte Gewässer, wo sie von Piraten aufgebracht werden, die ihnen das Geld und den gesamten Treibstoff stehlen. Zissou vertreibt die Piraten in einem Wutanfall fast allein und tötet einen von ihnen, kann aber nicht verhindern, dass sie den Versicherungsfuzzi als Geisel nehmen. Ein Teil der Besatzung will das Schiff verlassen, darunter die Reporterin, die sich mittlerweile in Ned verliebt hat. Rettung kommt ausgerechnet in Gestalt von Konkurrent Hennessey, der Zissou auch gleich im Wege der Erpressung eine riesige Geldsumme für seine Rettung aus dem Kreuz leiert und nebenbei fallen lässt, dass Zissous Frau Eleanor bei ihm wohnt. Hennessey schleppt die manövrierunfähige Belafonte nach Port-au-Monnaie, wo Zissou sofort die Villa seines Konkurrenten aufsucht, um seine Frau bzw. deren Eltern um Geld anzubetteln. Es kommt zur Aussprache zwischen beiden, und Zissou gesteht ihr, dass er in den letzten zehn Jahren wohl nicht in Höchstform war. Bei seiner Rückkehr an Bord geraten Zissou und Ned wegen Jane aneinander. Auf dem Höhepunkt des Streits erscheint Eleanor als rettender Engel, sie hat sich entschieden, ihrem Mann noch einmal zu helfen, und bezahlt die Reparatur und Neuausrüstung der Belafonte. Einer der Praktikanten und Jane bleiben an Bord, letztere auch wegen Ned.
Mittlerweile hat der Versicherungsfuzzi ein Lebenszeichen von sich gegeben, und Eleanor kann als Ausgangsort die Ping-Inseln ausmachen. Die Belafonte macht sich auf den Weg nach Little Ping, das vor einigen Jahren nach einem schweren Sturm verlassen wurde, und sie finden nahe der Küste das treibende Wrack von Hennesseys Forschungsschiff. Zissou geht mit einer achtköpfigen Mannschaft an Land. Dort durchsuchen sie ein verfallenes Luxushotel, wo Zissou mit seiner ersten Frau die Flitterwochen verbrachte. Zuerst finden sie die Piraten nicht, und Zissou sieht sich am Tiefpunkt seines Lebens. Dabei kommen er und Ned sich allerdings näher, und Zissou erkennt ihn endlich tatsächlich als seinen Sohn an. Gleichzeitig bessert sich das Verhältnis zu Klaus, der jetzt die Lücke ausfüllt, die vorher Esteban eingenommen hatte, und zur rechten Hand Zissous aufsteigt. Beim Verlassen des Hotels finden sie die Gräber der Besatzung von Alistair Hennessey, die von den Piraten getötet wurden, und Zissou selbst macht schließlich die Piraten ausfindig, die den Versicherungsfuzzi und Hennessey gefangen halten. Es gelingt ihm, seinen Konkurrenten zu befreien, der dabei verletzt wird, und gemeinsam verlassen sie die Insel, nicht ohne nach einem heftigen Feuergefecht das Piratenschiff in die Luft zu jagen.

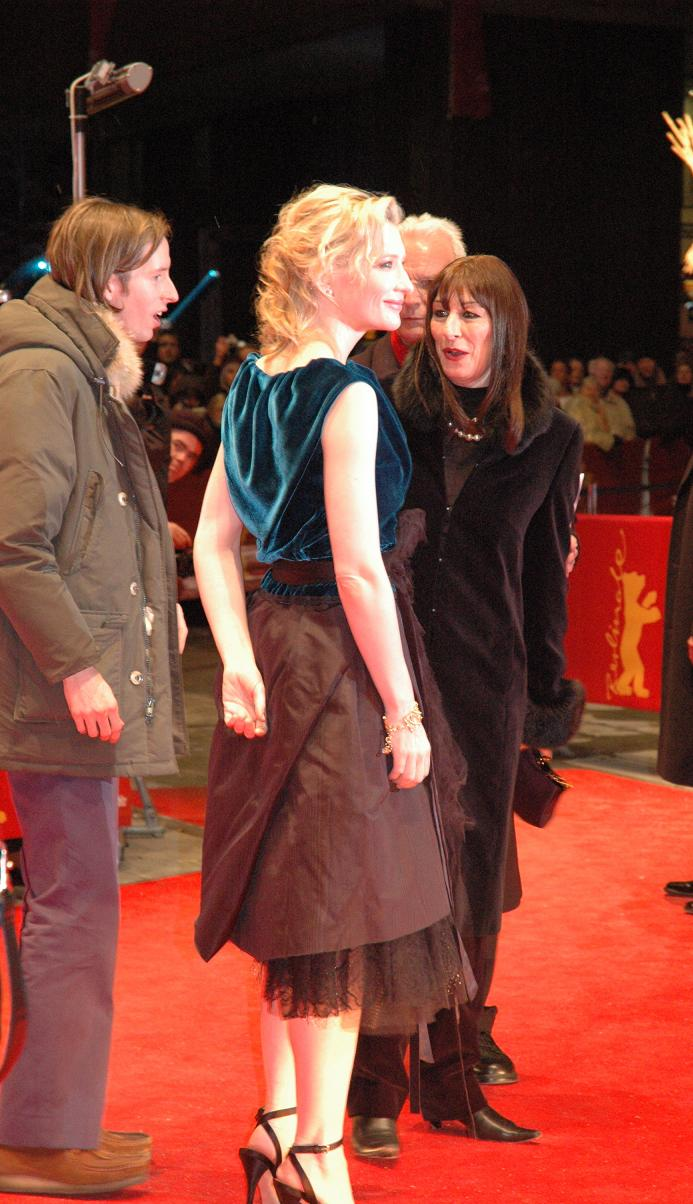
Wes Anderson, Cate Blanchett, Anjelica Huston auf der Berlinale 2005

Die Suche nach dem Hai geht weiter, allerdings ist das Ortungsgerät defekt, und Zissou will schon aufgeben. Ned überredet ihn allerdings, mit dem altersschwachen Hubschrauber des Schiffes nach dem Tier zu suchen. Kurz vor dem Start bekommt Ned einen Liebesbrief von Jane, und mit seiner Bearbeitung der Team Zissou-Flagge gewinnt er auch das Herz von Klaus, auch Zissou selbst sieht ihn als gleichrangigen Partner und Familien-(sprich Team)mitglied an. Unglücklicherweise stürzt der Hubschrauber bei der Suche ab, und Ned kommt dabei ums Leben. Produzent Drakoulias und mehrere Air Kentucky-Bedienstete reisen zu Neds Seebestattung an Bord der Belafonte an, das ganze Team ist anwesend, und Zissou söhnt sich sogar mit Hennessey aus. Kurz nach der Bestattung meldet die Technikabteilung, dass das Ortungsgerät wieder funktioniert und dass der Jaguarhai in einem Tiefseegraben am anderen Ende des Riffs steckt. Das gesamte Team Zissou, erweitert um Jane, Drakoulias und Hennessey plus der letzte verbliebene Praktikant, macht sich mit Zissous Forschungs-U-Boot Deep Search (ex Jaqueline, der Name seiner Ex-Frau) auf den Weg, und gemeinsam werden sie Zeuge, wie der Jaguarhai aus dem Dunkel auftaucht, und sie können ihn filmen. Das Auffinden des Tieres ist für Zissou und auch für die anderen ein Schlüsselerlebnis und auch ein Wendepunkt, die Expedition hat ihr Ziel erreicht, auch wenn Ned dabei sein Leben lassen musste. Jane veröffentlicht ihren Artikel, den der vorher sehr selbstherrliche Zissou unverändert durchgehen lässt, ihm ist aufgegangen, dass er mit seinen persönlichen Schwächen leben kann. „Der Jaguarhai, Teil 2“ wird auf dem nächsten Loquasto-Festival ein großer Erfolg, Zissou gewinnt den Preis – aber das ist ihm offenbar gar nicht mehr so wichtig, er hat seine persönliche Krise überwunden und kann damit fortfahren, sein Leben zu leben. An Neds Stelle tritt der Neffe von Klaus, und Zissou kann seine kaum gefundene Vaterrolle fortsetzen. Janes mittlerweile geborenes Kind tritt ebenfalls zum Team Zissou (blauer Anzug, rote Mütze), wie auch der einzige verbliebene Praktikant. Zissous letzte Worte vor der Abblende, als er vor dem Festivalgebäude allein auf der Treppe sitzt und in sich selbst versunken nachdenkt, sind „Es ist ein Abenteuer…“

## Hintergründe
Der Film besitzt eine eigene Ästhetik, die sich teilweise an ozeanographische Filme der 1960er und 1970er Jahre anlehnt. So werden etwa die phantasievollen Meerestiere mit altmodischer Stop-Motion-Technik animiert. Wes Anderson sagte in einem Interview mit der taz: „Die Fische haben wir erfunden, indem wir das wirkliche Aussehen übernommen und dann in Einzelheiten verändert haben. Da gibt es zum Beispiel das Seepferdchen, das bunt gestreift ist. Ich habe mit Henry Selick zusammengearbeitet; er hat die Fische und Meerestiere animiert. Das war fast, als würde ich mit einem Schauspieler zusammenarbeiten, denn so wie es dem Schauspieler darum geht, die Drehbuchseite zum Leben zu bringen, so geht es Selick darum, diesen Objekten Leben einzuhauchen.“
Die Filmmusik besteht neben Kompositionen von Mark Mothersbaugh und einigen Stücken von Sven Libaek hauptsächlich aus Songs von David Bowie, die im Film vom Sicherheitsexperten Pelé dos Santos (Seu Jorge) auf einer Akustikgitarre gespielt und auf Portugiesisch gesungen werden.
Die Journalistin liest ihrem ungeborenen Kind laut aus Auf der Suche nach der verlorenen Zeit von Marcel Proust vor.
Bei den Turnschuhen der Crew, die deutlich sichtbar aus einem adidas-Karton genommen wurden, handelt es sich laut Wes Anderson nicht um eine Produktplatzierung, sondern um eine Reminiszenz an seine Kindheit.

## Kritik
Wie auch schon bei anderen Filmen Andersons ist die Aufnahme der Kritik gespalten. Andersons Fans sprechen bereits von einem neuen Genre, seine Kritiker haben umsonst versucht, dem kalkulierten Klamauk ein Schmunzeln abzugewinnen. Handlung, Situationen, Emotionen, Beziehungen und Dialoge sind jederzeit am Rande absoluter Künstlichkeit, die von den einen gemocht, von den anderen mit Langeweile quittiert wird.

„Aus einer Mischung aus Familiengeschichte, Vater-Sohn-Drama und Abenteuerfilm destilliert Wes Anderson eine leise Komödie, die mittels einer betont billigen, gleichwohl aber sehr überlegten Machart die Genres nicht nur karikiert, sondern auch deren oft künstlichen Charakter reizvoll dekonstruiert.“

„Die Tiefseetaucher begeistert im Rausch der Tiefe mit einzigartigem Humor sowie unglaublichen Farben, Sets und Kostümen, wie man sie nur in einem Film von Wes Anderson erleben kann. Also halten Sie den Atem an … und tauchen Sie mit ein in die fabelhafte Welt von Steve Zissou …“

„Nach ‚Die Royal Tenenbaums‘ legt Wes Anderson mit diesem Film erneut eine als Komödie gedachte Story vor. Doch die Witze wollen nicht zünden, Hauptdarsteller Bill Murray als Meeresbiologe in der Midlife-Krise wirkt eher melancholisch denn lustig und die Story plätschert ebenso flach vor sich hin wie die Gewässer, in denen das Expeditionsteam fischt. Was hier als skurril verkauft wird, wirkt lediglich deplaziert. Trotz starker Besetzung ist dies ein Sprung ins kalte Wasser.“

„Im Grunde lassen sich die Ereignisse in jedem Wes-Anderson-Film so zusammenfassen: Etwas kommt gewaltig, dreht eine Runde und verschwindet wieder. … Man kann mit dieser Struktur glücklich werden und man kann der Meinung sein, dass es irgendwann nervt. Immer neue Anläufe, aus denen nichts wird, aus denen nichts folgt.“

Die Deutsche Film- und Medienbewertung FBW in Wiesbaden verlieh dem Film das Prädikat wertvoll.